# 窟灰蝶屬
窟灰蝶屬（Meadow Blue，學名：Cupidopsis）是灰蝶科眼灰蝶亞科中的一個屬。分佈在非洲和馬達加斯加的熱帶稀樹草原。Torben B. Larsen指出這些品種與其他眼灰蝶族品種不同，兩種窟灰蝶的前翅共有10個翅脈。

## 物種
- 喜窟灰蝶 Cupidopsis cissus (Godart, [1824])
- 窟灰蝶 Cupidopsis jobates (Hopffer, 1855)